# Non stop sempre buio in sala
Pour plus de détails, voir Fiche technique et Distribution.
Non stop sempre buio in sala est un film pornographique italien réalisé par Arduino Sacco, sorti en 1985.

## Synopsis
Paola, revit en flash-back sa relation avec Marco que, malgré son amour, elle vient d'abandonner. Elle rencontre un homme, Sergio, qui lui confie ses mésaventures passées. Ils finissent par coucher ensemble, sans que Paola puisse oublier son ancien amant.

## Fiche technique
- Titre : Non stop sempre buio in sala / Paola senatore, Non stop sempre buio in sala
- Réalisation : Arduino Sacco (sous le nom de Dudy Steel)
- Montage : Brunetto Fantauzzi
- Pays :  Italie
- Durée : 80 minutes
- Genre : pornographique
- Dates de sortie : 
  -  Italie : 28 août 1985

## Distribution
- Paola Senatore : Paola
- Claudio Campiglia : Marco
- Giuliano Rosati (Giulian Eroom) : Sergio
- Bady Samuel : Louisa, l'ex-femme de Sergio
- Sandra Sesal : la femme avec Louisa
- Gabriel Lotar : l'homme avec Louisa

## Histoire du film
Non stop sempre buio in sala est l'unique film pornographique hardcore tourné par Paola Senatore. L'actrice, était connue pour ses nombreux rôles dans des films érotiques mais aussi pour des œuvres plus sérieuses comme Nenè de Salvatore Samperi. Dans cette période de sa vie, elle doit impérativement trouver de l'argent pour répondre à sa dépendance à l'héroïne. Elle pose pour des magazines pornographiques et après avoir repoussé les propositions de Joe D'Amato, elle accepte finalement de tourner ce film. Son compagnon à la ville, Claudio Campiglia, lui aussi toxicomane, est son partenaire à l'écran  mais le couple ne parvient pas à assurer les scènes de sexe et c'est finalement un de leurs amis proches qui double ces scènes avec la comédienne. Elle dira n'avoir ressenti aucune émotion, aucune excitation, et avoir pris ce tournage un peu comme un jeu érotique, avec l'argent pour seule motivation. Si le film rencontre le succès auprès du public italien, il se révélera tout de même un désastre pour l'actrice qui ne retrouvera que brièvement l'attention du public avant d'être arrêtée pour détention de stupéfiants.

## La sfida erotica
Des scènes non utilisées dans ce film seront utilisées par le réalisateur pour monter un deuxième film La Sfida erotica (Le défi érotique). Aux scènes de Paola Senatore seront ajoutées des scènes inédites de Marina Hedman,, et de Ivana Saul. Le film sera monté à l'insu de Paola Senatore alors incarcéré, et sortira en Italie le 31 janvier 1986.